# Perils of the Deep Blue
Perils of the Deep Blue es el sexto álbum de estudio de la banda noruega de metal gótico, Sirenia.
Su salida al mercado fue el 28 de junio de 2013 en Europa, el 1 de julio en el Reino Unido y el 9 de julio en Norteamérica. Fue editado bajo el sello discográfico Nuclear Blast.

## Portada
Veland encontró la pintura de la cubierta (una representación de una sirena), mientras navegaba en internet. Gracias a ello, contactó a su creadora, la artista británica Anne Stokes, quien es muy reconocida internacionalmte por su arte de fantasía. Stokes le dio la autorización para utilizarla en el disco.

## Composición y grabación
La cantante española Ailyn se unió a un coro de Noruega en 2012 para conseguir algún tipo de formación distinta en su registro vocal, así como para inspirarse para el próximo lanzamiento. De acuerdo con Morten Veland, el proceso de escritura le tomó más de dos años. Comenzó a componer para este álbum incluso antes del lanzamiento del anterior (The Enigma of Life). De igual forma, es el álbum de estudio más extenso en toda la discografía de Sirenia.
Perils Of The Deep Blue es el primer trabajo en el que Veland incluye canciones interpretadas en noruego, con "Ditt Endelikt" y "Stille Kom Døden" (canción épica de 12:42 minutos de duración, la más larga grabada por el músico). En una entrevista para la página digital española Queens of Steel, Veland manifestó al respecto: "Sí, he estado pensando en hacer algo en noruego desde hace bastante tiempo, así que con este disco finalmente hice que sucediera. Me resulta bastante difícil escribir en noruego, ya que pienso que es un idioma mucho más limitado que el inglés, es más difícil expresarme a mí mismo de una manera poética. Normalmente no explico demasiado sobre mis letras y sus significados, siempre he preferido dejar que los oyentes se lo imaginen"
Según sus propias palabras, este es el disco al que le ha dedicado mayor tiempo en su carrera, hasta el momento:

"Toda la banda y todas las personas con las que trabajamos están absolutamente entusiasmadas con él!. Este álbum lleva a SIRENIA al siguiente nivel y trae muchas caras nuevas de nosotros a la mesa. Hay cosas típicas de SIRENIA de probada eficacia, así como también enfoques que usted nunca ha oído hablar de nosotros antes. Creo que nunca me he sentido tan bien con un álbum en toda mi carrera. Quiero decir, yo amo a todos (los álbumes), pero éste es algo especial. Es el resultado de dos años y medio de sangre, sudor y lágrimas. Literalmente, he puesto mi corazón y alma en este disco, así que estoy muy curioso de ver lo que nuestros fans y la prensa va a pensar en ello!"

Por segunda vez consecutiva, Veland produjo por sí solo y en su totalidad un álbum de Sirenia, mientras que para la masterización y la mezcla tuvo la colaboración de Endre Kirkesola en los Dub Studios en Oslo, Noruega. Las voces principales y toda la instrumentación fueron registradas en el Audio Avenue Studios, en Tau, Noruega. Las voces del coro francés (The Sirenian Choir) fueron grabadas en el Sound Suite Studios, en Marsella, Francia.

## Lanzamientos
Perils Of The Deep Blue fue lanzado en formato de CD tradicional y digipak, el cual incluye los bonus tracks  "Chains" y "Blue Colleen". Adicionalmente, se publicó en una edición especial limitada, en carpeta doble con dos discos de vinilo de color azul o negro.
"Seven Widows Weep" es el sencillo y vídeo promocional de este trabajo, lanzado el 12 de mayo de 2013 a través de la disquera Nuclear Blast. Está disponible en Amazon.com para su descarga digital en su versión editada, junto con "Ditt Endelikt".
El 3 de junio de 2013, fue estrenado el videoclip oficial de "Seven Widows Weep". Fue filmado en abril del mismo año en Serbia por iCODE Team Productions.
Un último lanzamiento consistió en la canción "Once A Star", disponible a partir de junio de 2013 únicamente para descarga digital, a través de iTunes.

## Recepción
Perils of the Deep Blue representó el mayor éxito comercial de Sirenia hasta la fecha. Fue su primer ingreso en listados de Estados Unidos: los US Hard Rock Albums y los US Heatseeker Albums -que enumera los álbumes más vendidos de artistas que nunca han aparecido en el Top 100 del Billboard 200-. donde alcanzó la posición N° 20. En general, vendió alrededor de 900 copias en los Estados Unidos en su primera semana de lanzamiento.  
De igual forma, en Europa el suceso fue bastante importante. Fue el primer ingreso de Sirenia a los UK Rock Chart del Reino Unido, donde logró la posición N° 11. En el listado oficial de Alemania alcanzó la posición N° 50 - la mejor posición lograda por la banda en listados de ese país - y en el listado suizo aterrizó en el puesto número 43.

## Lista de canciones
Todas las canciones escritas por Morten Veland.

Todas las canciones escritas y compuestas por Morten Veland. 
| N.º | Título                                       | Duración |  |
| 1.  | «Ducere me in lucem» (Lead Me to the Light)  | 3:33     |  |
| 2.  | «Seven Widows Weep»                          | 6:57     |  |
| 3.  | «My Destiny Coming to Pass»                  | 5:16     |  |
| 4.  | «Ditt endelikt» (Your Demise)                | 6:10     |  |
| 5.  | «Cold Caress»                                | 5:57     |  |
| 6.  | «Darkling»                                   | 5:35     |  |
| 7.  | «Decadence»                                  | 4:58     |  |
| 8.  | «Stille kom døden» (Death Came Silently)     | 12:42    |  |
| 9.  | «The Funeral March»                          | 5:34     |  |
| 10. | «Profound Scars»                             | 6:09     |  |
| 11. | «A Blizzard Is Storming»                     | 4:49     |  |
| 12. | «Chains» (limited edition bonus track)       | 4:24     |  |
| 13. | «Blue Colleen» (limited edition bonus track) | 5:01     |  |
| 14. | «Once a Star» (Bonus track de iTunes)        | 5:14     |  |

## Créditos

### Sirenia
- Morten Veland – Voz gutural, voz limpia, guitarra, bajo, piano, teclado, programaciones, Theremín, Armonio, mandolina, Ukulele, Armónica, Flauta.
- Ailyn – Voz
- Jonathan Pérez - Batería
- Jan Erik Soltvedt - Guitarra principal

### Músicos de sesión
- The Sirenian Choir: Emilie Bernou, Emmanuelle Zoldan, Mathieu Landry, Damien Surian – Coros
- Joakim Næss – Vocales (voz masculina limpia) en pista 4

## Producción e ingeniería
- Producción e ingeniería - Morten Veland
- Masterización y mezcla - Endre Kirkesola
- Arte de la cubierta - Anne Stokes
- Fotografía de la banda - Tom Knudsen
- Diseño y disposición del álbum - Wendy van den Bogert
- A&R - Jaap Wagemaker
- Traducción al español en pista 4 - Ailyn y Pilar García Ruíz
- Producido y grabado en el Audio Avenue Studios en Tau, Noruega.
- Grabaciones adicionales del coro y algunas guitarras acústicas fueron grabados en el Sound Suite Studios en Marsella, Francia.
- Pre-producido en el Audio Avenue Studios.
- Mezclado y masterizado en Dub Studios en Oslo, Noruega.

## Posiciones en listas
| Listado (2013)                 | Máxima posición |
| ------------------------------ | --------------- |
| Belgian Albums Chart (Flandes) | 98              |
| Belgian Albums Chart (Valonia) | 106             |
| French Albums Chart            | 136             |
| German Albums Chart            | 50              |
| Swiss Albums Chart             | 43              |
| UK Rock Chart                  | 11              |
| US Hard Rock Albums            | 97              |
| US Heatseeker Albums           | 20              |